# 文昌鐸
文 昌鐸（ムン・チャンタク、朝鮮語: 문창탁、1930年12月4日 - 2004年11月14日）は、大韓民国の政治家。第8代韓国国会議員を歴任した。
本貫は南平文氏。号は雲山（ウンサン、운산）。カトリック教徒。

## 経歴
日本統治時代の平安北道新義州府（現・朝鮮民主主義人民共和国平安北道新義州市）出身。新義州東中学校、建国大学校経商大学経済科、高麗大学校経営大学院修了。
第19代大韓重量挙げ連盟会長（1971年1月16日 - 12月15日）、大韓オリンピック委員会委員、民主共和党組織部次長・訓練部部長・組織部部長・事務次長、民主正義党国策諮問委員、大韓民国憲政会運営委員・政策研究委員などを務めた。
2004年11月14日、持病により死去。享年74。